# Cyclommatus alagari
Cyclommatus alagari es una especie de coleóptero de la familia Lucanidae.

## Distribución geográfica
Habita en Palawan (Filipinas).